# Moulon (Gironda)
 Moulon  es una población y comuna francesa, situada en la región de Aquitania, departamento de Gironda, en el distrito de Libourne y cantón de Branne.

## Demografía
| 780 | 755 | 719 | 737 | 866 | 925 |
| Para los censos de 1962 a 1999 la población legal corresponde a la población sin duplicidades (Fuente: INSEE [Consultar]) |     |     |     |     |     |